# Los Ingobernables de Japón
Los Ingobernables de Japón (ロス・インゴベルナブレス・デ・ハポン Rosu Ingoberunaburesu de Hapon?), también abreviado como L.I.J.,  fue un stable tweener de lucha libre profesional que compite en la empresa japonesa New Japan Pro-Wrestling (NJPW). Corresponde a una rama del stable de Los Ingobernables de la empresa mexicana Consejo Mundial de Lucha Libre (CMLL), el grupo fue formado en 2015 por Tetsuya Naito, a su regreso a NJPW de CMLL. Bajo el liderazgo de Naito, el stable también incluyó a Bushi, SANADA, Hiromu Takahashi y Shingo Takagi. 
A través de la relación de trabajo de NJPW con la promoción estadounidense Ring of Honor (ROH), el stable también apareció en los Estados Unidos con el luchador de ROH, Jay Lethal y su mánager Truth Martini siendo exmiembros del grupo.
En el evento Wrestling Dontaku, el 4 de mayo de 2025, la facción fue desbandada por la salida de Naito y Bushi de NJPW.

## Historia

### Orígenes y trasfondo (2013-2014)

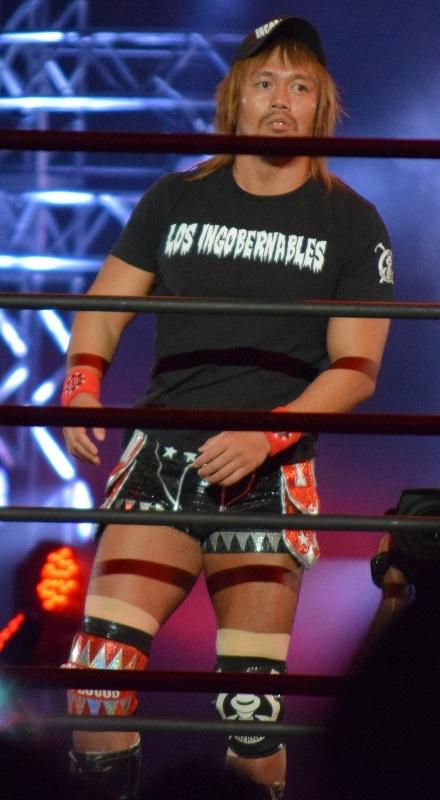
Tetsuya Naito, el líder y fundador de Los Ingobernables de Japón.

En junio de 2013, Tetsuya Naito regresó a New Japan Pro-Wrestling (NJPW) de una lesión legítima del ligamento cruzado anterior. Dos meses más tarde, Naito derrotó a Hiroshi Tanahashi en la final para ganar el principal torneo de NJPW, el G1 Climax. A pesar de ser un babyface, Naito fue profundamente rechazado por los fanáticos de NJPW y su victoria sobre Tanahashi fue abucheada. NJPW había considerado a Naito como su próxima gran estrella babyface, pero al ver cómo los fanáticos reaccionaban ante él, la compañía cambió su curso de acción y anunció una votación de los fanáticos para decidir si la lucha por el Campeonato Peso Pesado de la IWGP entre Naito y el campeón Kazuchika Okada, o la lucha por el Campeonato Intercontinental de la IWGP entre el campeón Shinsuke Nakamura y Hiroshi Tanahashi, sería el evento principal del evento más importante del año de NJPW, Wrestle Kingdom 8. Los fanáticos votaron a Nakamura y Tanahashi para el evento principal, relegando a Naito y Okada a ser la lucha semi principal. Después de no poder capturar el Campeonato Peso Pesado de la IWGP de Okada, Naito se mantendría un paso por debajo del puesto principal en la jerarquía de NJPW.
Durante el verano de 2015, Naito, a través de una relación de trabajo entre NJPW y la promoción mexicana del Consejo Mundial de Lucha Libre (CMLL), realizó una gira por CMLL, durante la cual se unió al stable Los Ingobernables. Luego de su regreso a NJPW en junio, Naito continuó representando a Los Ingobernables, adoptando la actitud heel asociada con ellos, usando el rechazo de los fanáticos como catalizador del cambio. En las semanas previas al evento King of Pro-Wrestling de octubre, Naito comenzó a burlarse trayendo una pareja ("socio") para presenciar su lucha contra Hiroshi Tanahashi, donde se estaba disputando el contrato de Tanahashi para una oportunidad por el Campeonato Peso Pesado de la IWGP en Wrestle Kingdom 10. En dicho evento del 12 de octubre, Takaaki Watanabe, haciendo su regreso a NJPW después de una excursión de aprendizaje de dos años en el extranjero, se reveló como la pareja de Naito, ya que atacó a Hiroshi Tanahashi durante la lucha. La interferencia externa de Watanabe fue detenida por Hirooki Goto y Katsuyori Shibata, lo que llevó a Tanahashi a derrotar a Naito para retener su contrato. En una entrevista posterior al combate, Naito le dio a Watanabe su nuevo nombre, "King of Darkness" Evil.

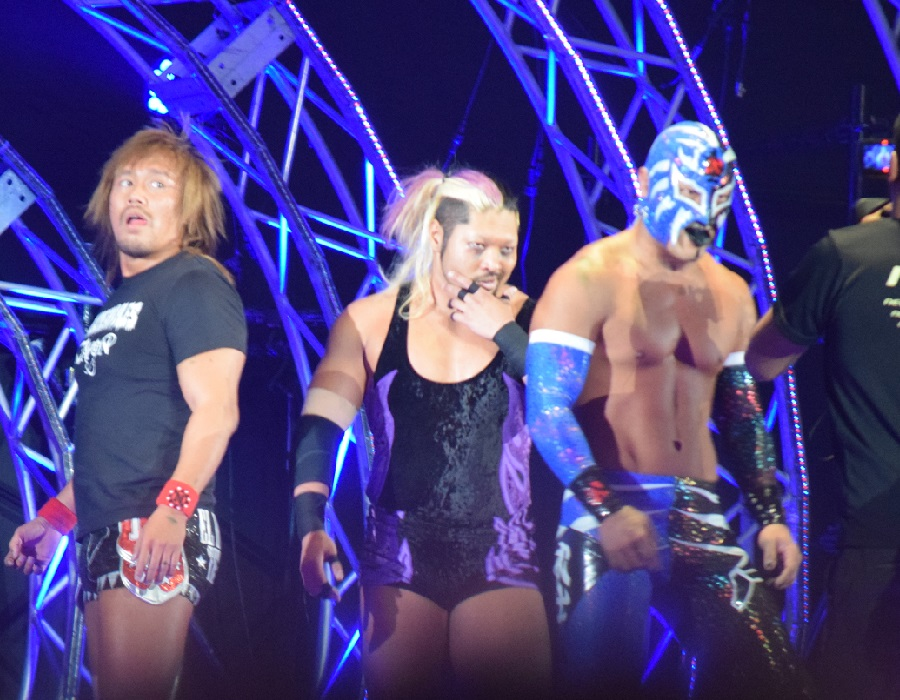
Los miembros originales del grupo (de izquierda a derecha): Naito, Evil y Bushi en febrero de 2016.

### Formación (2015-2016)
El 21 de noviembre, Naito y Evil ingresaron a la World Tag League 2015. Durante la noche de apertura, Bushi, que regresó tras una lesión, debutó como el nuevo tercer miembro del grupo que posteriormente fue bautizado como Los Ingobernables de Japón. Naito y Evil terminaron por llegar a la final de la World Tag League, antes de perder contra G.B.H. (Togi Makabe & Tomoaki Honma). El día de la final, el 9 de diciembre, Bushi le ofreció a Máscara Dorada un lugar en Los Ingobernables de Japón. Luego de ser rechazado, Bushi atacó a Dorada, lo desenmascaró y le robó su Campeonato Mundial de Peso Welter del CMLL. Esto llevó a un combate por el título el 19 de diciembre, donde Bushi derrotó a Dorada con la ayuda de sus compañeros del stable para traer a Los Ingobernables de Japón su primer campeonato. Bushi perdió el título de vuelta a Dorada durante la gira de CMLL y NJPW FantasticaManía el 22 de enero de 2016. El 20 de febrero, en el evento Honor Rising: Japan, coproducido por NJPW y Ring of Honor (ROH), Los Ingobernables de Japón ayudaron a Jay Lethal a retener el Campeonato Mundial de ROH en una lucha contra Tomoaki Honma. Después del combate, tanto Lethal como su mánager Truth Martini cambiaron a heel y se unieron temporalmente al stable. Si bien esto marcó la única aparición de Martini como miembro de Los Ingobernables de Japón, Lethal continuó haciendo apariciones esporádicas como parte del grupo en los siguientes meses. 

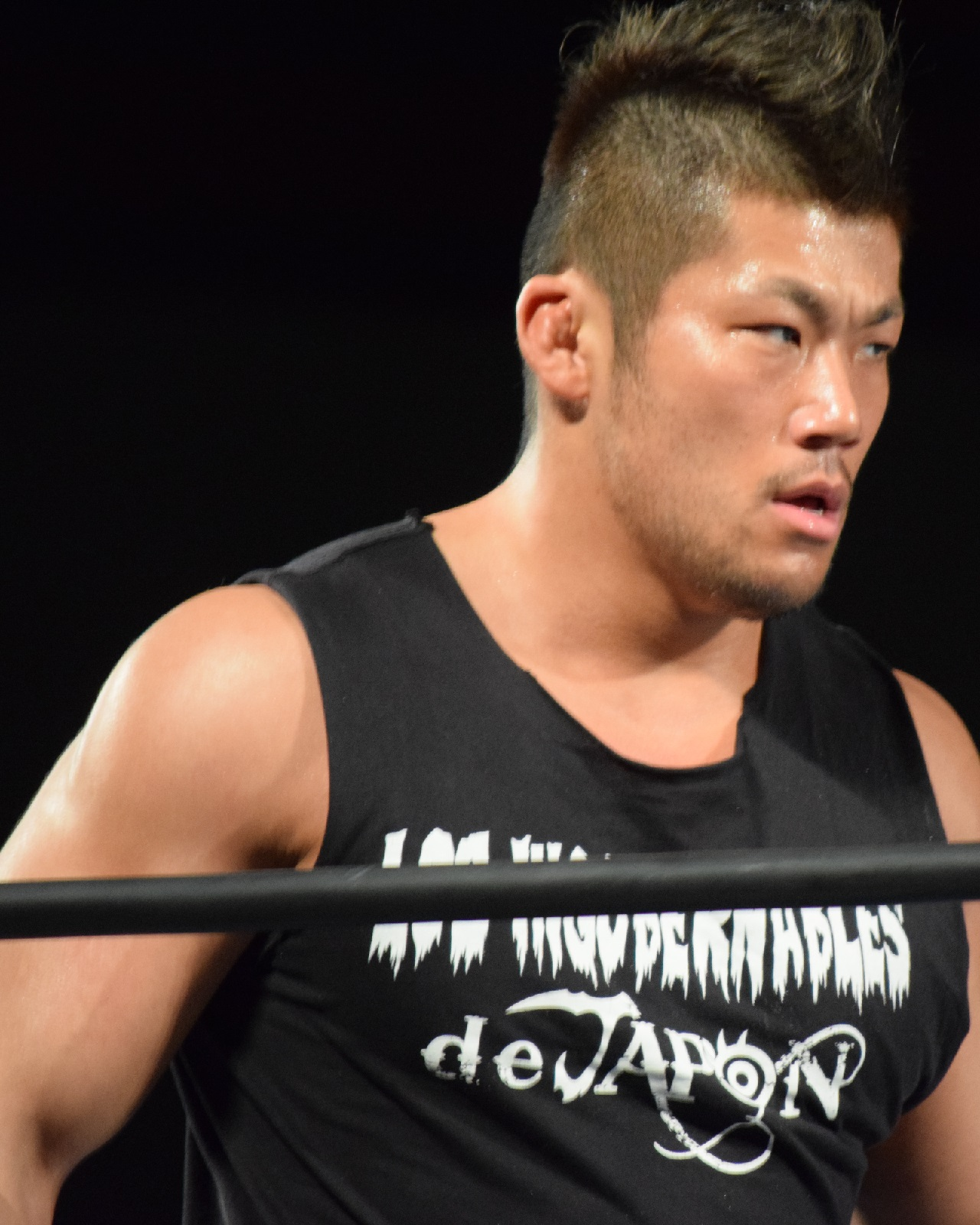
Sanada hizo su debut sorpresa en NJPW en el evento Invasion Attack, uniéndose él mismo al ayudar a Naito a ganar el Campeonato Peso Pesado de la IWGP.

El 12 de marzo, Naito, con ayuda de Bushi y Evil, derrotó a Hirooki Goto en la final para ganar la New Japan Cup 2016. Con la victoria, Naito se ganó el derecho de desafiar por un campeonato de su elección y eligió enfrentar al Campeón Peso Pesado de la IWGP, Kazuchika Okada. El 10 de abril en Invasion Attack, Sanada debutó como el miembro más nuevo de Los Ingobernables de Japón, ayudando a Naito a vencer a Okada por el Campeonato Peso Pesado de la IWGP. El 3 de mayo, en Wrestling Dontaku, Naito logró su primera defensa exitosa del Campeonato Peso Pesado de la IWGP contra el compañero del stable Chaos de Okada, Tomohiro Ishii. Luego de la lucha, Okada, quien había derrotado a Sanada en la lucha semi principal del evento, insinuó que quería una revancha por el título de Naito. También en mayo, Bushi participó en el torneo Best of the Super Juniors. Aunque no logró avanzar de su bloque con un récord de cuatro victorias y tres derrota, Bushi logró una gran victoria en su última lucha del torneo el 6 de junio al derrotar al vigente Campeón Peso Pesado Junior de la IWGP, Kushida, lo que le hizo perderse la final del torneo. El 19 de junio, en Dominion 6.19 in Osaka-jo Hall, Naito perdió el Campeonato Peso Pesado de la IWGP ante Okada, terminando su reinado de dos meses en su segunda defensa. Del 18 de julio al 13 de agosto, tanto Naito, Evil como Sanada participaron en el torneo G1 Climax, con Sanada luchando en el bloque A, y Naito y Evil en el bloque B. Los tres no lograron avanzar a la final y Naito terminó segundo en su bloque con un récord de seis victorias y tres derrotas, mientras que Sanada y Evil terminaron con récords de cuatro victorias y cinco derrotas. Naito resultó victorioso sobre Evil en el enfrentamiento cara a cara entre los dos compañeros de grupo. Durante el torneo, Naito además logró una victoria sobre Michael Elgin, lo que lo puso en línea para una oportunidad por el Campeonato Intercontinental de la IWGP ostentado por Elgin. El 20 de agosto, la asociación de Jay Lethal con el stable llegó a su fin, cuando Naito y Evil lo abandonaron durante una lucha por equipos de seis luchadores en un evento de ROH en Las Vegas, Nevada.

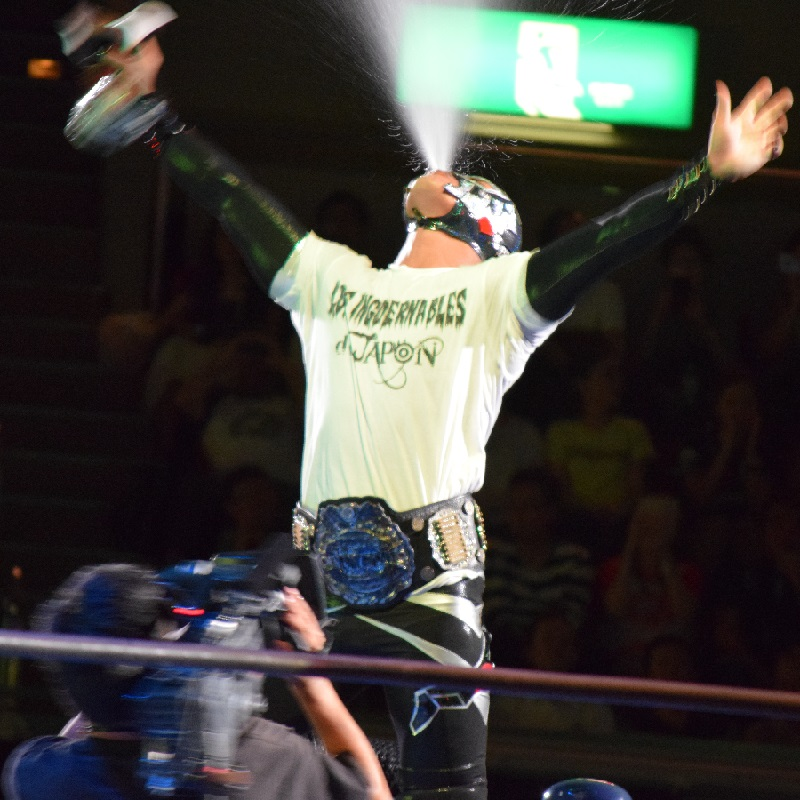
Bushi como el Campeón Peso Pesado Junior de la IWGP en septiembre de 2016.

El 17 de septiembre en Destruction en Tokio, Bushi recibió una oportunidad por el Campeonato Peso Pesado Junior de la IWGP, que se había ganado con la victoria sobre Kushida durante el Best of the Super Juniors de 2016. Bushi estuvo acompañado durante la lucha por un nuevo miembro no identificado de Los Ingobernables de Japón, que había debutado a principios de la semana. El combate contó con la interferencia externa de Naito y Michael Elgin y terminó con Bushi derrotando a Kushida para llevar el Campeonato Peso Pesado Junior de la IWGP a Los Ingobernables de Japón. El 25 de septiembre en Destruction en Kobe, el stable ganó otro título, cuando Naito derrotó a Elgin por el Campeonato Intercontinental de la IWGP. Bushi perdió el Campeonato Peso Pesado Junior de la IWGP ante Kushida el 5 de noviembre en el evento Power Struggle. Más tarde, en ese mismo evento, Evil derrotó a Katsuyori Shibata para convertirse en el nuevo Campeón de Peso Abierto NEVER. Evil perdió el título nuevamente ante Shibata diez días después en Singapur. La semana siguiente, tres miembros del stable ingresaron a la World Tag League 2016 con Evil y Sanada formando equipo, mientras que Naito se asoció con el luchador de CMLL y miembro original de Los Ingobernables, Rush. Naito había planeado un equipo entre los stables de Los Ingobernables y Los Ingobernables de Japón para el torneo del año anterior, pero los luchadores de CMLL habían estado ocupados y no pudieron participar. Naito y Rush terminaron el torneo el 7 de diciembre con un récord de cuatro victorias y tres derrotas, sin avanzar a la final debido a que perdieron ante los ganadores del bloque Guerrillas of Destiny (Tama Tonga & Tanga Loa) en su última lucha de todos contra todos. Al día siguiente, Evil y Sanada terminaron su bloque con un récord de cinco victorias y dos derrotas, empatados con los ganadores del bloque Togi Makabe y Tomoaki Honma, pero no pudieron avanzar debido a que perdieron ante Makabe y Honma en el enfrentamiento cara a cara.

### Crecimiento continuo y éxito en equipo (2016-2019)

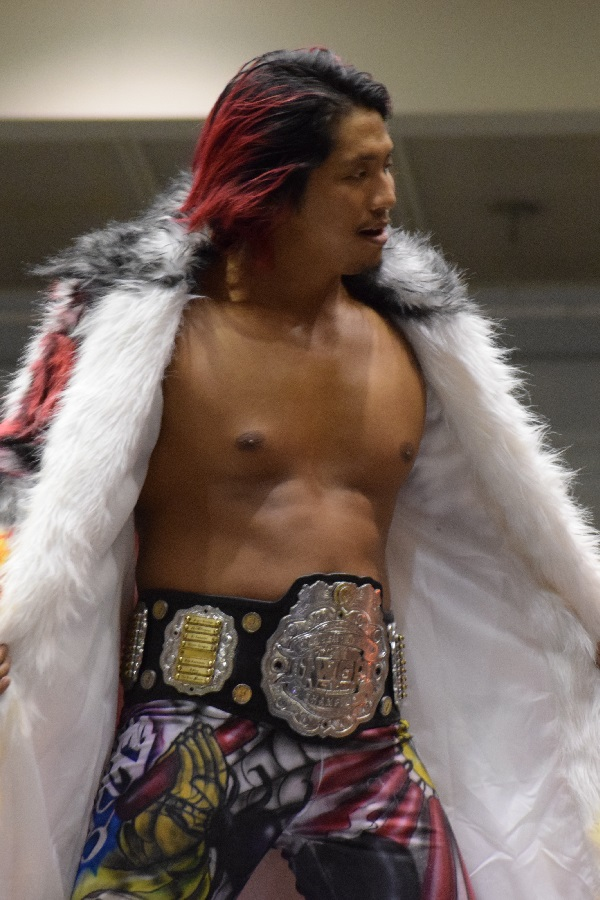
Hiromu Takahashi, quien se unió al stable en diciembre de 2016, como Campeón Peso Pesado Junior de la IWGP.

El 10 de diciembre, Hiromu Takahashi se unió a Los Ingobernables de Japón. Takahashi había regresado recientemente a NJPW de una excursión de aprendizaje de tres años en el extranjero, durante la cual trabajó principalmente para CMLL. En el mismo evento, Bushi, Evil y Sanada derrotaron a Hiroyoshi Tenzan, Yuji Nagata y al Campeón en Parejas de Peso Abierto 6-Man NEVER, Satoshi Kojima, en una lucha por equipos de seis luchadores, después de la cual Bushi hizo un desafío por el título contra Kojima y sus compañeros cocampeones David Finlay y Ricochet. El 4 de enero de 2017 en Wrestle Kingdom 11, Bushi, Evil y Sanada derrotaron a Finlay, Ricochet y Kojima como parte de una lucha de cuatro equipos, que también incluyó al trío del Bullet Club de Bad Luck Fale, Hangman Page y Yujiro Takahashi, y al trío de Chaos de Jado, Will Ospreay y Yoshi-Hashi, para convertirse en los nuevos Campeones en Parejas de Peso Abierto 6-Man NEVER. Más tarde, en el mismo evento, Takahashi derrotó a Kushida para convertirse en el nuevo Campeón Peso Pesado Junior de la IWGP. La exitosa defensa de Tetsuya Naito del Campeonato Intercontinental de la IWGP contra Hiroshi Tanahashi marcó una victoria completa para L.I.J., quienes salieron de Wrestle Kingdom 11 con tres campeonatos.
Siguiendo a Wrestle Kingdom 11, el stable entró en una rivalidad con Taguchi Japan por los tres campeonatos. Naito continuó defendiendo exitosamente el Campeonato Intercontinental de la IWGP contra los miembros de Taguchi Japan, Michael Elgin y Juice Robinson, mientras que Takahashi defendió el Campeonato Peso Pesado Junior de la IWGP contra sus compañeros Dragon Lee, Kushida, y Ricochet. Mientras tanto, Bushi, Evil y Sanada enfrentaron a distintos miembros de Taguchi Japón varias veces por el Campeonato en Parejas de Peso Abierto 6-Man NEVER. Primero perdieron el título ante Hiroshi Tanahashi, Manabu Nakanishi y Ryusuke Taguchi el 5 de enero, luego lo recuperaron el 11 de febrero en The New Beginning in Osaka, luego lo perdieron ante Tanahashi, Taguchi y Ricochet el 4 de abril, y lo recuperaron finalmente el 3 de mayo en Wrestling Dontaku. El 11 de junio en Dominion 6.11 in Osaka-jo Hall, Takahashi perdió el Campeonato Peso Pesado Junior de la IWGP ante el ganador del Best of the Super Juniors, Kushida. Más tarde en el mismo evento, Naito perdió el Campeonato Intercontinental de la IWGP ante Hiroshi Tanahashi.

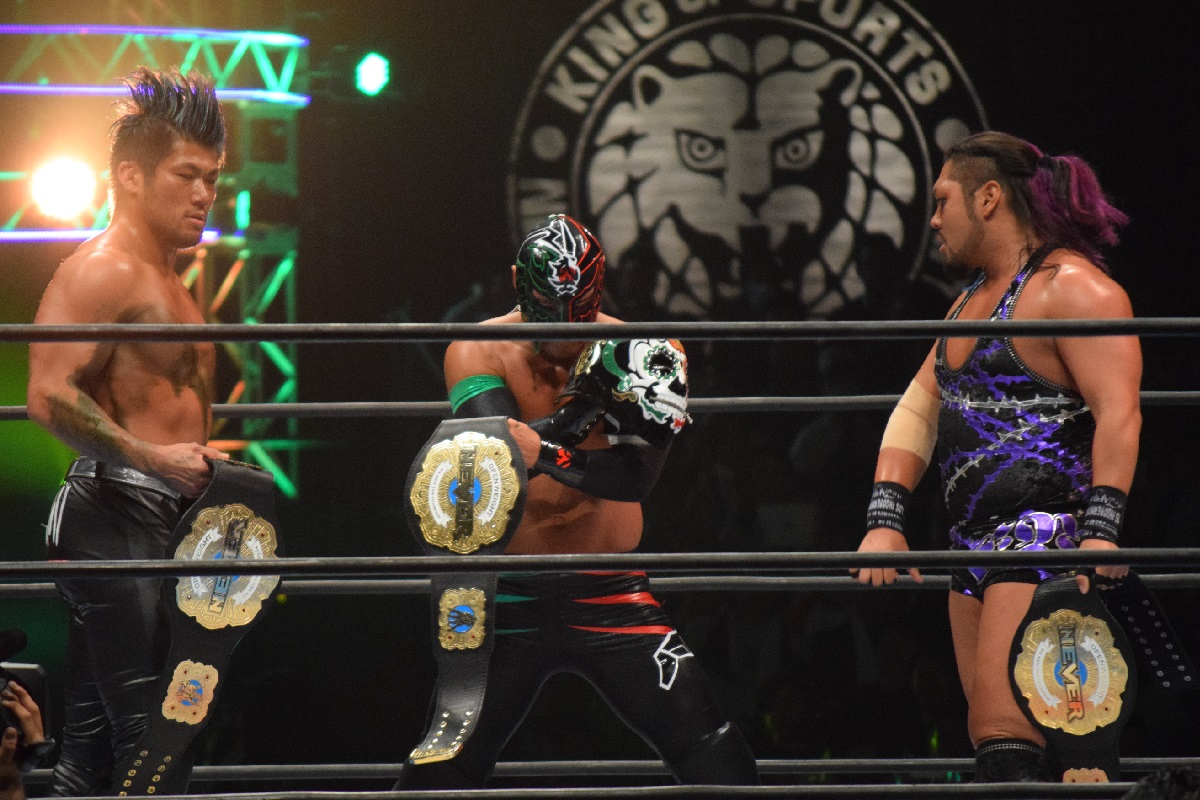
Sanada, Bushi y Evil como los Campeones en Parejas de Peso Abierto 6-Man NEVER en febrero de 2017.

Al mes siguiente, tres miembros de L.I.J. participaron en el G1 Climax; Naito en el bloque A y Evil y Sanada en el bloque B. Naito ganó su bloque con un récord de siete victorias y dos derrotas y avanzó a la final del torneo. Por su parte, Evil terminó tercero en su bloque con un récord de tres derrotas y seis victorias, una de las cuales fue sobre el vigente Campeón Peso Pesado de la IWGP, Kazuchika Okada. Sanada, quien ganó la lucha cara a cara contra Evil, terminó en el medio del bloque con un récord de cuatro victorias y cinco derrotas. El 13 de agosto, Naito derrotó a Kenny Omega en la final para ganar el torneo. Con Naito ahora plenamente aceptado por las más de 10,000 personas que asistieron, la victoria fue vista como la conclusión de un arco de cuatro años, que comenzó con el rechazo de Naito por parte de los fanáticos de NJPW luego de su victoria en el G1 Climax de 2013 y condujo directamente a la creación de Los Ingobernables de Japón. A fines de 2017, Bushi y Takahashi comenzaron a formar equipo regularmente en la división de parejas junior de NJPW. El 12 de noviembre, Los Ingobernables de Japón hicieron su primera aparición en México, cuando Naito y Takahashi regresaron a CMLL para formar equipo con Rush. Los tres fueron derrotados en una lucha por equipos de seis luchadores, cuando Rush permitió que Volador Jr. le hiciera la cuenta de tres, reafirmando su invitación anterior para que Volador se uniera a Los Ingobernables. En diciembre, Evil y Sanada ganaron su bloque en la World Tag League 2017 con un récord de cinco victorias y dos derrotas, avanzando a la final del torneo. El 11 de diciembre, derrotaron a Guerrillas of Destiny en la final para ganar el torneo. Seis días después, Bushi, Evil y Sanada perdieron el Campeonato en Parejas de Peso Abierto 6-Man NEVER ante Guerrillas of Destiny y Bad Luck Fale en su cuarta defensa.
El 4 de enero de 2018, en Wrestle Kingdom 12, Evil y Sanada derrotaron a Killer Elite Squad (Davey Boy Smith Jr. y Lance Archer) para ganar el Campeonato en Parejas de la IWGP por primera vez. En el evento principal de la noche, Naito desafió sin éxito a Kazuchika Okada por el Campeonato Peso Pesado de la IWGP. En Wrestling Hinokuni, Naito derrotó a Minoru Suzuki para ganar el Campeonato Intercontinental de la IWGP. Eventualmente perdió el título ante Chris Jericho en Dominion 6.9 in Osaka-jo Hall. En el evento G1 Special in San Francisco, Takahashi defendió con éxito su título contra Dragon Lee, pero sufrió una fractura en el cuello durante la lucha, lo que provocó su inactividad y que tuviera que dejar vacante el título.

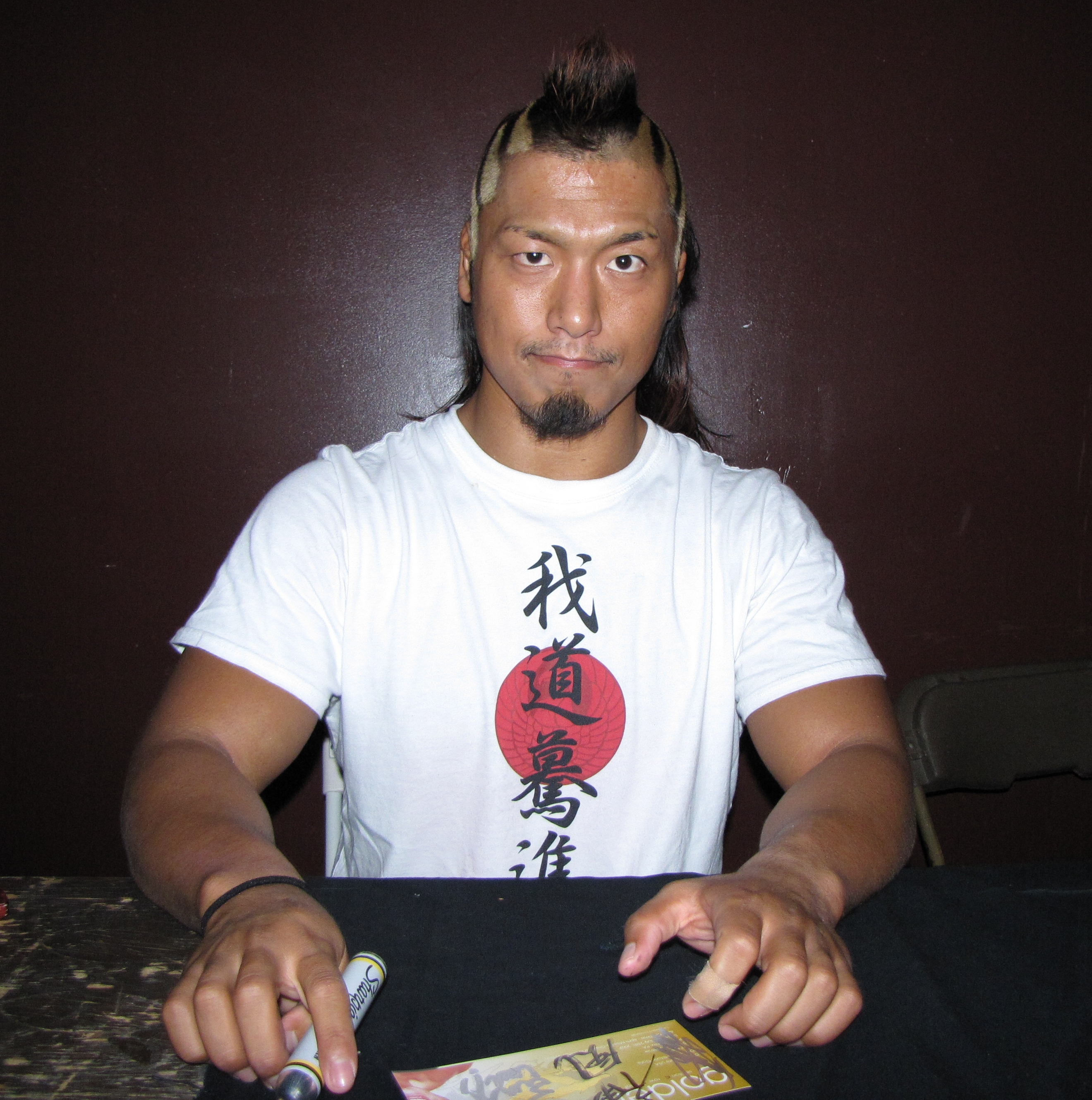
Shingo Takagi se unió al stable en octubre de 2018 cuando hizo su debut sorpresa en NJPW en el evento King of Pro-Wrestling. Él pasaría a tener una racha invicta como competidor individual que duraría hasta junio de 2019.

El 8 de octubre de 2018 en King of Pro-Wrestling, el veterano luchador de catorce años proveniente de Dragon Gate, Shingo Takagi, hizo su debut sorpresa en NJPW como el sexto miembro de L.I.J., uniéndose a Naito, Bushi y Sanada para derrotar a CHAOS. Takagi continuaría compitiendo en la división peso pesado junior, y se mantendría invicto en luchas individuales y, en general, sin ser sometido o cubierto por la cuenta de tres hasta junio de 2019; Durante este período, sufrió solo tres derrotas en 72 luchas consecutivas, todas los cuales fueron combates por equipos en los uno de sus compañeros era el que recibía la cuenta de tres. Rápidamente formaría un equipo con Bushi; compitieron en el Super Junior Tag Tournament, avanzando a la final en Power Struggle, donde perdieron ante Roppongi 3K en una lucha por equipos que también involucró a Yoshinobu Kanemaru y El Desperado de Suzuki-gun.
En Wrestle Kingdom 13, los cinco miembros activos del stable ganaron títulos: Naito recuperó el Campeonato Intercontinental de la IWGP de Jericho, Evil y Sanada ganaron el Campeonato en Parejas de la IWGP al derrotar a Guerrillas of Destiny y The Young Bucks, y Bushi y Takagi ganaron el Campeonato en Parejas Peso Pesado Junior de la IWGP al derrotar a Kanemaru y El Desperado y Roppongi 3K. El 2 de febrero en The New Beginning in Sapporo, Bushi y Takagi retuvieron sus títulos contra Kanemaru y El Desperado, mientras que Evil y Sanada retuvieron sus títulos contra Minoru Suzuki y Zack Saber Jr., y Naito retuvo el Campeonato Intercontinental contra Taichi. Los cinco campeones perdieron sus títulos durante los siguientes dos meses, con Evil y Sanada perdiendo sus títulos ante Guerrillas of Destiny el 23 de febrero en Honor Rising: Japan, Bushi y Takagi perdiendo los suyos ante Roppongi 3K el 6 de marzo en el 47th Anniversary Event y Naito perdiendo el Campeonato Intercontinental ante Kota Ibushi el 6 de abril en G1 Supercard; También en G1 Supercard, Evil y Sanada perdieron una lucha por equipos por su antiguo título y el Campeonato Mundial en Parejas de ROH, que fue ganado por Guerrillas of Destiny.
De mayo a junio de 2019, tanto Bushi como Takagi participaron en el torneo Best of the Super Juniors. Mientras que Bushi no pudo avanzar en el Bloque B con 12 puntos (con seis victorias y tres derrotas), Takagi ganó el Bloque A al ganar sus nueve combates y lograr 18 puntos; esto estableció un nuevo récord para la mayoría de las victorias dentro del mismo bloque, así como un nuevo récord para la mayoría de los puntos conseguidos en el torneo (sin contar el torneo original de 1988 que usó un sistema de puntos diferente). Finalmente perdió en la final contra el ganador del Bloque B Will Ospreay el 5 de junio, marcando su primera derrota en New Japan como competidor individual. El combate recibió una aclamación considerable, con Dave Meltzer dándole una calificación poco común de cinco y tres cuartos de cinco y lo calificó como "la mejor lucha de peso pesado junior que he visto y uno de los mejores combates en cualquier división"; pasaría a ser la última lucha de Takagi y la única derrota individual en la división de peso pesado junior.
En Dominion 6.9 in Osaka-jo Hall, Naito recuperó el Campeonato Intercontinental de la IWGP de Ibushi, Evil y Sanada no lograron conseguir los campeonatos en parejas de Guerrillas of Destiny, y Takagi derrotó al luchador peso pesado Satoshi Kojima; después de su victoria, Takagi anunció su decisión de pasar a la división de peso pesado y se declaró participante del G1 Climax. En el G1 Climax, Evil y Sanada compitieron en el Bloque A mientras que Naito y Takagi compitieron en el Bloque B, pero los cuatro no lograron llegar a la final. Después de derrotarlo durante el torneo, Jay White recibió una oportunidad por el Campeonato Intercontinental de la IWGP de Naito en Destruction in Kobe, donde Naito perdió el combate y el título.

### Dominación en New Japan y traición de Evil (2019-2024)
En noviembre de 2019 en Power Struggle, después de que Bushi desafió sin éxito a Will Ospreay por el Campeonato Peso Pesado Junior de la IWGP, Hiromu Takahashi regresó después de dieciséis meses de ausencia, desafiando a Ospreay para una futura lucha por el título en Wrestle Kingdom 14, la cual Ospreay aceptó. Su lucha de regreso tuvo lugar el 19 de diciembre de 2019, durante el evento Road to Tokyo Dome, 530 días después de su último combate, con él y Bushi perdiendo ante Ospreay y Robbie Eagles.
Wrestle Kingdom 14 fue un gran éxito para Los Ingobernables de Japón; en la primera noche del 4 de enero de 2020, Takahashi derrotó a Ospreay para convertirse en tres veces Campeón Peso Pesado Junior de la IWGP, mientras que Naito recuperó el Campeonato Intercontinental de la IWGP de manos de Jay White, ganando así un lugar en el evento principal de la noche siguiente, donde se enfrentaría al Campeón Peso Pesado de la IWGP Kazuchika Okada por ambos títulos. En la segunda noche del 5 de enero, derrotó a Okada, convirtiéndose en el primer luchador en la historia de NJPW en tener ambos títulos a la vez y ganando el evento principal de Wrestle Kingdom por primera vez en su carrera, mientras que Bushi, Evil y Takagi derrotaron a otros cuatro equipos en un Gauntlet Match por el Campeonato en Parejas de Peso Abierto 6-Man NEVER, lo que hace que tanto Bushi como Evil tengan un récord de cuatro reinados con el título. En otros combates de la segunda noche, Sanada no pudo ganar el Campeonato Peso Pesado Británico de Zack Sabre Jr. (lo que lo convirtió en el único miembro del stable que no salió de Wrestle Kingdom como campeón), y Takahashi hizo equipo con Ryu Lee para derrotar a Jushin Thunder Liger y Naoki Sano, en lo que fue la lucha de retiro de Liger, cubriendo finalmente a Liger por la cuenta de tres. Luego de la lucha, Takahashi le prometió que continuaría el legado de la división peso pesado junior que Liger había comenzado.
En The New Beginning in Sapporo el 1 de febrero, Takagi derrotó a Hirooki Goto para ganar el Campeonato de Peso Abierto NEVER, convirtiéndolo en el primer luchador en tener los dos títulos de NEVER al mismo tiempo y el segundo doble campeón actual en Los Ingobernables de Japón junto con Naito, y dando a Los Ingobernables de Japón cinco de los ocho campeonatos de NJPW simultáneamente (incluidos cuatro de los cinco títulos individuales). En The New Beginning in Osaka el 9 de febrero, Takahashi defendió con éxito su título contra Ryu Lee (que lo había lesionado y lo dejó fuera de acción durante dieciséis meses en julio de 2018), mientras que Naito defendió con éxito sus dos títulos contra Kenta; tanto Takahashi como Naito acordaron enfrentarse en una futura lucha entre ambos. Sin embargo, el combate nunca llegó a realizarse, ya que New Japan Pro-Wrestling cesó temporalmente todas sus actividades a fines de febrero debido a la pandemia de COVID-19. Finalmente, la compañía reanudó sus actividades con la New Japan Cup 2020, que comenzó el 16 de junio de 2020, y el ganador recibiría una oportunidad por ambos campeonatos de Naito. Bushi, Takagi, Evil, Sanada y Takahashi participarían en el torneo, y los tres últimos llegaron a las semifinales, donde Takahashi fue derrotado por Okada mientras que Evil derrotó a Sanada.
Durante el torneo, Evil mostró un comportamiento más agresivo, en particular haciendo trampas durante sus luchas e hiriendo a Yoshi-Hashi antes de su combate en los cuartos de final para asegurar una victoria fácil; En la final del 11 de julio, Evil derrotó a Kazuchika Okada gracias en parte a una interferencia de los miembros del Bullet Club, que atacaron a Okada. Aunque Evil no pareció darse cuenta de la participación del Bullet Club durante la lucha (ya que aparentemente estaba inconsciente cuando sucedió), cuando Naito salió a felicitarlo por su victoria, Evil lo atacó, cambiando a heel y pronto se unieron los otros miembros del Bullet Club en el ataque, estableciéndose como nuevo miembro de ese grupo y el primer miembro de Los Ingobernables de Japón en abandonar el stable.
En Dominion al día siguiente, Evil derrotó a Naito para conseguir los Campeonatos Intercontinental y Peso Pesado de la IWGP con la ayuda del Bullet Club. En Sengoku Lord in Nagoya el 25 de julio, Takagi defendió con éxito su Campeonato de Peso Abierto NEVER contra El Desperado, mientras que Takahashi no logró ganar los Campeonatos Peso Pesado e Intercontinental de Evil. El 1 de agosto, NJPW despojó a Bushi, Evil y Takagi del Campeonato en Parejas de Peso Abierto 6-Man NEVER debido a que Evil afirmó que no tenía "ningún interés" en defender el título con sus excompañeros del stable de Los Ingobernables.

### Separación (2025)
El 16 de abril de 2025, se anunció que Naito y Bushi no renovarían sus contratos y dejarían NJPW tras cumplir con sus compromisos en la serie Wrestling Dontaku el mes siguiente. Su último combate fue en Wrestling Dontaku: Noche 2 el 4 de mayo, donde formaron equipo con Takagi y Hiromu para derrotar a Shota Umino, Tomohiro Ishii y Taichi y Taka Michinoku de Just 4 Guys. En el mismo evento, se anunció que L.I.J. dejaría de ser stable. El trío de Takahashi, Takagi y Titán tuvo un último combate en Fantastica Mania México de CMLL el 20 de junio de 2025 bajo el nombre de L.I.J., con Tsuji uniéndose a ellos para un último pase de lista antes de disolverse por completo.

## Recepción
Dave Meltzer escribió en su Wrestling Observer Newsletter que antes de la formación de L.I.J., Naito era conocido como "algo así como un genio en el ring por su habilidad para diseñar los combates", pero señaló que "algo no encajaba", llamando a su recepción de parte del público "una combinación de abucheos de algunos fans y algo de apatía". Sin embargo, luego de copiar el concepto de Los Ingobernables que había visto en México, Naito, según Meltzer, se hizo "cada vez más popular por ser diferente", con vestimenta de L.I.J., camisetas y máscaras convirtiéndose en "la mercancía genial de la lucha libre". Según el exlíder del Bullet Club Kenny Omega, L.I.J. asumió el estatus de Bullet Club como "la cosa más popular del momento". Cuando Naito ganó el Premio MVP 2016 al Luchador del Año de Tokyo Sports, la revista calificó a Los Ingobernables de Japón como un fenómeno que había marcado el comienzo de una nueva era. La victoria de Naito puso fin a una racha de cinco años en la que el premio lo habían ganado Hiroshi Tanahashi o Kazuchika Okada. Al año siguiente, Naito se convirtió en el quinto luchador en ganar el premio en años consecutivos.
L.I.J. también ganó fans fuera de la lucha libre profesional. Teruo Iwamoto, un jugador de fútbol retirado que había representado a la selección japonesa, no era un aficionado a la lucha libre profesional hasta que vio a L.I.J. Luego se hizo amigo cercano de los miembros del stable, se le insinuó como posible compañero de equipo de Naito en la World Tag League 2016, y finalmente recibió el rol honorario de "gerente de relaciones públicas" de L.I.J.
Durante 2017, el equipo de béisbol Hiroshima Toyo Carp estrenó las camisetas Carp de Japon y Tranquilo de Carp, ambas diseñadas con la temática de L.I.J.

## Miembros

### Miembros actuales

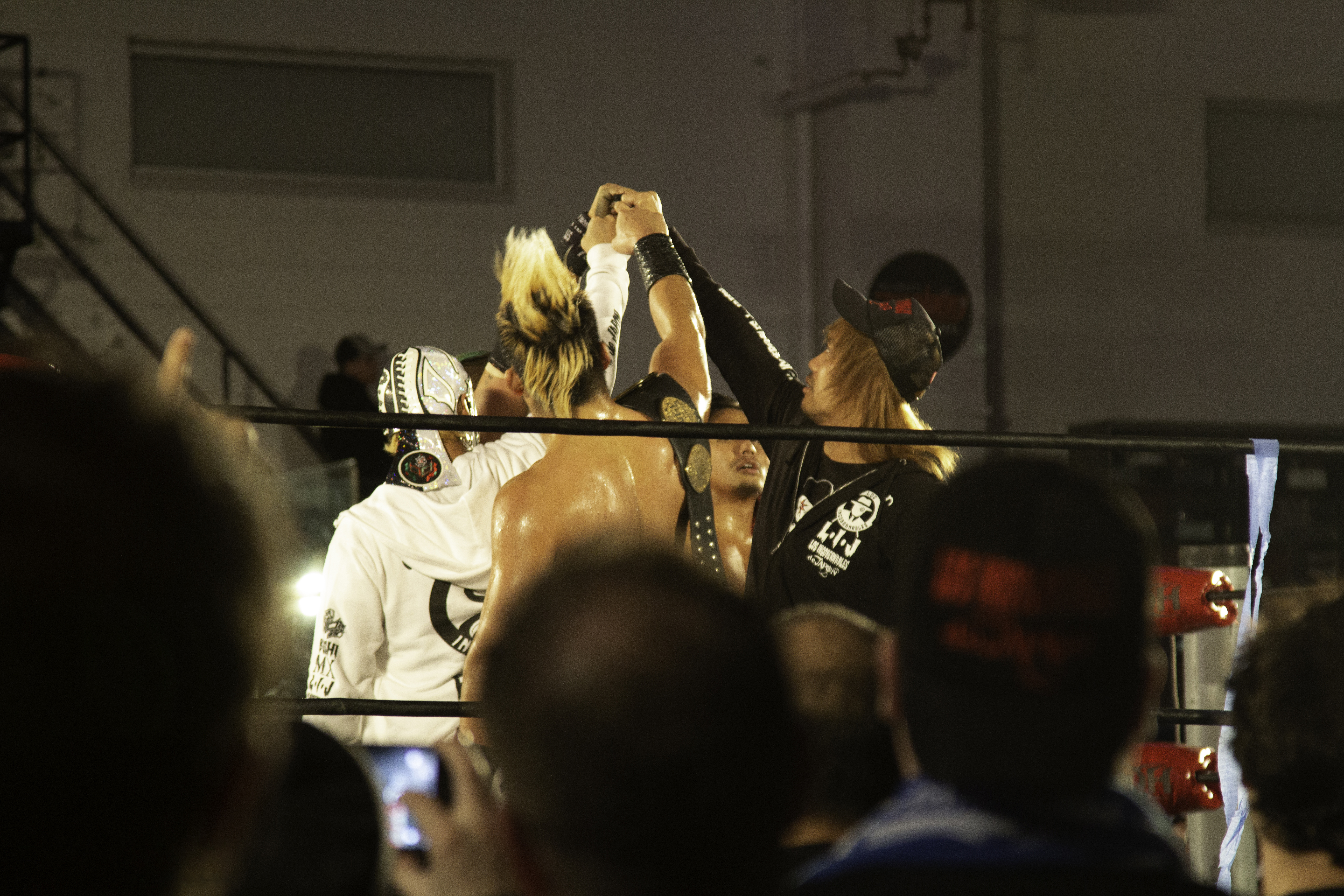
Los Ingobernables de Japón durante el evento Global Wars 2018. De izquierda a derecha: Bushi, Sanada, Takahashi y Naito.

| Nombre           | Tiempo                             | Notas |
| ---------------- | ---------------------------------- | ----- |
| Bushi            | 21 de noviembre de 2015 – presente |       |
| Hiromu Takahashi | 10 de diciembre de 2016 – presente |       |
| Shingo Takagi    | 8 de octubre de 2018 – presente    |       |
| Tetsuya Naito    | 21 de noviembre de 2015 – presente | Líder |
| Titán            | 10 de octubre de 2022 – presente   |       |
| Yota Tsuji       | 3 de junio de 2023 – presente      |       |

### Miembros anteriores
| Nombre | Tiempo                                        | Notas                                                                              |
| ------ | --------------------------------------------- | ---------------------------------------------------------------------------------- |
| Evil   | 21 de noviembre de 2015 – 11 de julio de 2020 | Traicionó a Naito en la final de la New Japan Cup y se unió al Bullet Club.        |
| Sanada | 10 de abril de 2016 – 17 de marzo de 2023     | Se unió a Just Four Guys después de avanzar a las semifinales de la New Japan Cup. |

### Miembros Temporales / colaboradores
| Nombre        | Tiempo                                             | Notas                                           |
| ------------- | -------------------------------------------------- | ----------------------------------------------- |
| Rush          | 21 de noviembre de 2015 – 27 de septiembre de 2019 | Miembro a tiempo completo de Los Ingobernables. |
| Jay Lethal    | 20 de febrero de 2016 – 20 de agosto de 2016       |                                                 |
| Truth Martini | 20 de febrero de 2016                              | Una sola participación.                         |

Línea de tiempo

## En lucha
- Movimientos finales en equipo
  - Movimiento final con Bushi y Takahashi
    - Insurgentes[27] (Electric chair (Takahashi) / Diving double knee facebreaker (Bushi) combination)[28][29]

  - Movimiento final con Evil y Naito
    - Out of Control (Double-team gorilla press slam)[30][31][32]

  - Movimiento final con Evil y Sanada
    - Magic Killer (Aided snap swinging neckbreaker)[33][34][35]
- Movimiento final individualmente
  - Movimiento final con Bushi
    - MX (Diving double knee facebreaker)[36][24]

  - Movimiento final con Evil
    - Banshee Muzzle (Arm trap facelock)[37][38]

  - Evil (STO)[39]
  - Movimiento final con Lethal
    - Lethal Injection (Handspring cutter)[40]

  - Movimiento final con Naito
    - Destino (Somersault reverse DDT)[41][42]
    - Pluma Blanca (Koji clutch)[41]

  - Movimiento final con Sanada
    - Rounding Body Press (Moonsault)[43]
    - Skull End (Dragon sleeper with bodyscissors)[43]

  - Movimiento final con Takahashi
    - D (Triangle choke)[44]
    - Time Bomb (Fireman's carry swung into a high-angle sitout side powerslam)[45][46][47]
- Apodos
  - "Los-gun"

## Campeonatos y logros
- Consejo Mundial de Lucha Libre

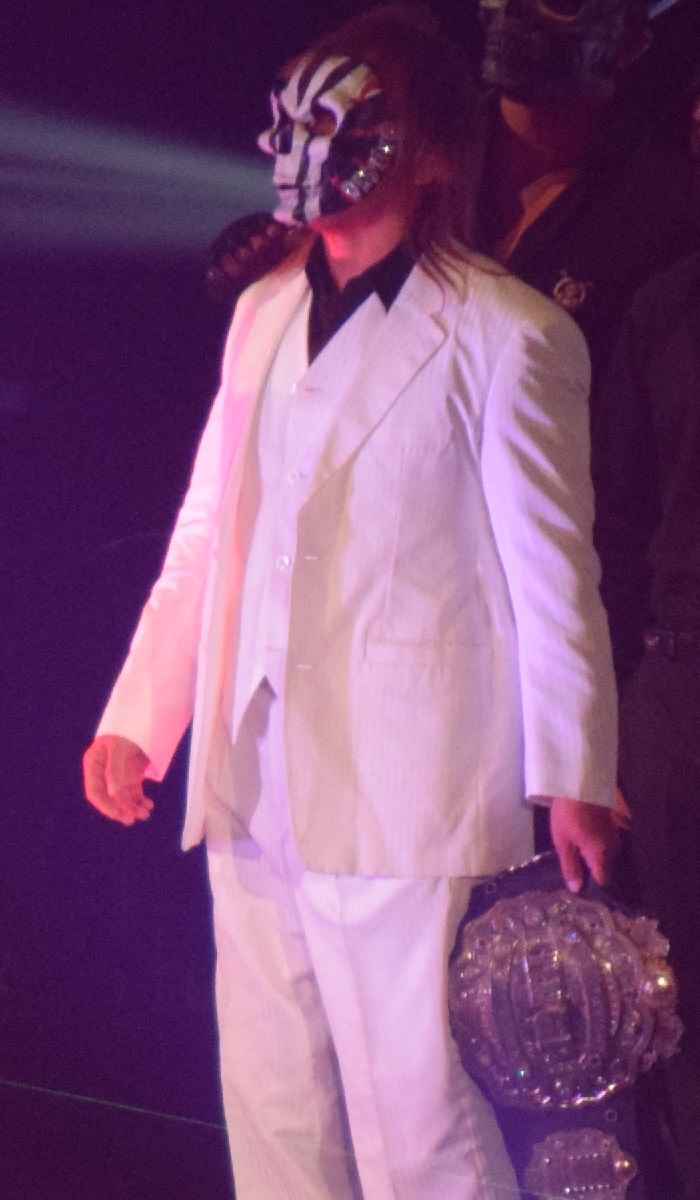
Naito como el Campeón Peso Pesado de la IWGP en junio de 2016.

  - Campeonato Mundial de Peso Wélter del CMLL (1 vez) - Bushi

- New Japan Pro-Wrestling
  - IWGP World Heavyweight Championship (1 vez) - Takagi
  - IWGP Heavyweight Championship (3 veces) - Naito
  - IWGP Intercontinental Championship (6 veces) - Naito
  - IWGP United States Championship (1 vez) - Sanada
  - IWGP Junior Heavyweight Championship (5 veces) - Bushi (1) y Takahashi (4)
  - IWGP Junior Heavyweight Tag Team Championship (1 vez) – Bushi & Takagi (1)
  - IWGP Tag Team Championship (3 veces) – Evil y Sanada (2) y Sanada y Naito (1)
  - NEVER Openweight Championship (3 veces) - Evil (1) y Takagi (2)
  - NEVER Openweight 6-Man Tag Team Championship (4 veces) - Bushi, Evil y Sanada (3) y Bushi, Evil y Takagi (1)
  - G1 Climax (2017) – Naito
  - New Japan Cup (2016) – Naito
  - Best of the Super Juniors (2018, 2020, 2021 y 2022) – Takahashi
  - World Tag League (2017 y 2018) – Evil & Sanada

- Ring of Honor
  - ROH World Championship (1 vez) - Lethal

- Tokyo Sports
  - MVP Award (2016, 2017, 2020, 2023) – Naito

- Wrestling Observer Newsletter
  - Lucha de 5 estrellas - (2016) vs. Kenny Omega el 13 de agosto
  - Lucha de 5 estrellas - (2017) vs. Michael Elgin el 11 de febrero
  - Lucha de 5 estrellas - (2017) vs. Hiroshi Tanahashi el 11 de agosto
  - Lucha de 5 ¾ estrellas (2017) vs. Kenny Omega el 13 de agosto